# Misíkové a zkáza
Misíkové a zkáza (v anglickém originále Meeseeks and Destroy) je pátý díl první řady animovaného seriálu Rick a Morty. Premiéru měl 20. ledna 2014 na stanici Adult Swim. Autorem scénáře epizody je Ryan Ridley a režisérem Bryan Newton. V epizodě Rick poskytne rodině řešení jejich problémů, čímž získá čas na dobrodružství vedené protentokrát Mortym. Díl byl dobře přijat a při prvním vysílání na Adult Swim jej vidělo asi 1,6 milionu diváků.
Název epizody je odkazem na píseň Seek & Destroy od Metallicy.

## Děj
Po traumatickém dobrodružství se Morty vsadí s Rickem, že povede jedno z dobrodružství. V ten samý moment ale zbylí členové rodiny Smithovch požádají Ricka o řešení svých všedních problémů. Aby je Rick odbyl, dá jim Meeseeks Box: pomůcku schopnou vyvolat modré humanoidy, kteří se všichni jmenují pan Meeseeks a žijí, dokud nesplní zadaný úkol. Následně zmizí. Rick rodinu varuje, aby se snažili zadávat jednoduché úkoly.
Summer si přeje být oblíbená a Beth si přeje získat ztracené sebevědomí. Obojí jim Meeseekové splní. Jerry přivolá Meeseekse, aby ho připravil o dva údery při golfu, ale má s tím problémy. Frustrované stvoření přivolá na pomoc další Meeseeky. Brzy je Jerry obklopen mnoha Meeseeky, ale stále se nemůže zlepšit. Vzdává to a navzdory Meeseekovým protestům jde s Beth na společnou večeři. Zoufalí Meeseekové se mezi sebou poperou, než dojdou k závěru, že jejich jedinou nadějí je Jerryho zabít (čímž mu uberou všechny tahy).
Horda Meeseeků vtrhne do restaurace a vezme si rukojmí, aby Jerryho donutila vylézt z úkrytu. Beth jej přesvědčí, aby naposledy vyzkoušel svůj golfový švih. Jerry pomocí dýmky a rajčete předvede, že se jeho hra zlepšila, a Meeseekové zmizí.
Současně s tím Rick a Morty dorazí do chudé vesnice ve středověkém fantasy světě, která je požádá o pomoc při krádeži obřího pokladu, aby získala peníze. Vyšplhají po obřím fazolovém stonku do světa obrů, ale jsou svědky nešťastné náhody, kdy obr upadne a zemře. Následně jsou zatčeni za jeho vraždu a souzeni před obřím soudem, avšak jsou technicky zproštěni viny.
Dvojice se zastaví v hospodě a Morty zamíří na záchod poté, co Rickovi vynadá za jeho neustálý pesimismus. Tam se ho pokusí znásilnit zpočátku přítulný pan Želatin, kterého Morty odrazí, ale zůstane viditelně otřesený. Mezitím Rick vyhraje značnou sumu peněz z karet. Morty prosí Ricka, aby šel domů, a přiznává, že sázku prohrál. Rick si rychle všimne Mortyho situace s Želatinem a nabídne mu, že peníze dá vesničanům. Vesničané prohlásí dvojici za hrdiny a dokonce se s nimi setká jejich král, kterým je shodou okolností pan Želatin. Morty okamžitě řekne Rickovi, aby otevřel portál a odešel. Odchází, ale těsně před odchodem Rick zastřelí krále skrz portál jako odplatu.
Ve scéně po titulcích najdou dva vesničané ve skříňce krále Želatina usvědčující fotografie, ale spálí ji, aby králův odkaz zůstal neposkvrněn.

## Přijetí
Zach Handlen z The A.V. Club ohodnotil díl známkou A- a uvedl, že „měl možná nejpodivněji optimistický konec z celého seriálu.“ David Roa z Dead Screen udělil epizodě známku 9,1 z 10, přičemž vyzdvihl její skvělý příběh a možnost opakovaného sledování. Server Junkie Monkey ji ohodnotil smíšeně a uvedl, že ačkoli to nebyla nejlepší epizoda řady, zdaleka nebyla nejhorší.